# OpenMP
OpenMP(Open Multi-Processing, 오픈MP)는 공유 메모리 다중 처리 프로그래밍 API로, C, C++, 포트란 언어와, 유닉스 및 마이크로소프트 윈도우 플랫폼을 비롯한 여러 플랫폼을 지원한다.
병렬 프로그래밍의 하이브리드 모델로 작성된 응용 프로그램은 OpenMP와 메시지 전달 인터페이스 (MPI)를 둘 다 사용하거나, 더 투명성 있는 방식으로 비공유 메모리 시스템을 위한 OpenMP 확장을 사용하여 컴퓨터 클러스터 상에서 구동할 수 있다.

## 역사
OpenMP 아키텍처 리뷰 보드(ARB)는 최초의 API 규격인 포트란 1.0용 OpenMP를 1997년 10월에 출판하였다. C/C++용 OpenMP는 1998년 10월에 공개하였는데, 2000년 11월에 포트란 버전으로 2.0이 나온 다음 2002년 3월에 C/C++ 규격으로 2.0 버전이 출시되었다. 2005년 5월에 발표된 버전 2.5부터는 C/C++/포트란 규격이 통합되었다. 2008년 5월에 버전 3.0, 2013년 7월에 버전 4.0, 2015년 11월에 버전 4.5, 2018년 11월에 버전 5.0이 발표되었다.
2019년 기준으로, 버전 2.5 이하를 레거시 사양으로 취급하고 있다.

## 주요 요소

OpenMP의 구조.

## 예제 프로그램

### Hello World

#### C
```
 
#include
 
<omp.h>

 
#include
 
<stdio.h>

 
#include
 
<stdlib.h>

 
int
 
main
 
(
int
 
argc
,
 
char
 
*
argv
[])
 
{

   
int
 
th_id
,
 
nthreads
;

   
#pragma omp parallel private(th_id)

   
{

     
th_id
 
=
 
omp_get_thread_num
();

     
printf
(
"Hello World : 스레드 %d
\n
"
,
 
th_id
);

     
#pragma omp barrier

     
if
 
(
 
th_id
 
==
 
0
 
)
 
{

       
nthreads
 
=
 
omp_get_num_threads
();

       
printf
(
"모두 %d 개의 스레드가 있습니다
\n
"
,
nthreads
);

     
}

   
}

   
return
 
EXIT_SUCCESS
;

 
}

```

#### C++
```
#include
 
<omp.h>

#include
 
<iostream>

#include
 
<sstream>

int
 
main
 
(
int
 
argc
,
 
char
 
*
argv
[])
 
{

 
int
 
th_id
,
 
nthreads
;

#pragma omp parallel private(th_id)

 
{

  
th_id
 
=
 
omp_get_thread_num
();

  
std
::
ostringstream
 
ss
;

  
ss
 
<<
 
"Hello World : 스레드 "
 
<<
 
th_id
 
<<
 
std
::
endl
;

  
std
::
cout
 
<<
 
ss
.
str
();

#pragma omp barrier

#pragma omp master

  
{

   
nthreads
 
=
 
omp_get_num_threads
();

   
std
::
cout
 
<<
 
"모두 "
 
<<
 
nthreads
 
<<
 
"개의 스레드가 있습니다"
 
<<
 
std
::
endl
;

  
}

 
}

 
return
 
0
;

}

```

#### 포트란 77
```
      
PROGRAM 
HELLO

      
INTEGER 
ID
,
 
NTHRDS

      
INTEGER 
OMP_GET_THREAD_NUM
,
 
OMP_GET_NUM_THREADS

C$OMP
 
PARALLEL
 
PRIVATE
(
ID
)

      
ID
 
=
 
OMP_GET_THREAD_NUM
()

      
PRINT
 
*
,
 
'HELLO WORLD : 스레드'
,
 
ID

C$OMP
 
BARRIER

      
IF
 
(
 
ID
 
.
EQ
.
 
0
 
)
 
THEN

        
NTHRDS
 
=
 
OMP_GET_NUM_THREADS
()

        
PRINT
 
*
,
 
'모두'
,
 
NTHRDS
,
 
'개의 스레드가 있습니다'

      
END IF

C$OMP
 
END 
PARALLEL

      
END

```

#### 자유형포트란 90
```
 
program 
hello90

 
use 
omp_lib

 
integer
::
 
id
,
 
nthreads

   
!$omp parallel private(id)

   
id
 
=
 
omp_get_thread_num
()

   
write
 
(
*
,
*
)
 
'Hello World : 스레드'
,
 
id

   
!$omp barrier

   
if
 
(
 
id
 
==
 
0
 
)
 
then

     
nthreads
 
=
 
omp_get_num_threads
()

     
write
 
(
*
,
*
)
 
'모두'
,
 
nthreads
,
 
'개의 스레드가 있습니다'

   
end if

   
!$omp end parallel

 
end program

```

## 같이 보기
- 병렬 컴퓨팅
- CUDA
- OpenCL